# Федосов, Андрей Сергеевич
Андрей Сергеевич Федосов (род. 5 апреля 1986, Шуя, Ивановская область, СССР) — российский боксёр-профессионал, выступавший в супертяжёлой весовой категории.
Среди профессионалов чемпион по версиям WBO Inter-Continental (2015—2016), WBA Fedelatin (2016—2017), чемпион России (2006) в тяжёлом весе, также он является победителем престижного американского турнира ESPN’s Boxcino 2015.

## Любительская карьера
Боксом Федосов стал заниматься с 1995 года, в родном городе Шуя. В любительской карьере Андрей провел порядка 50 боев, побеждал на чемпионате России среди юниоров. В любителях он оказался благодаря тренеру Гогину Алексею Геннадьевичу, после чего его заметил Костромин Олег Васильевич на соревнованиях в городе Кострома. Костромин пригласил Андрея тренироваться в Питере, где он работал (тренировал в стенах Горного института). И он же впоследствии предложил Федосову попробовать себя на профессиональном уровне.

## Профессиональная карьера
На профессиональном ринге Андрей дебютировал в октябре 2003 года в Эстонии. Первые годы выступлений проводил бои преимущественно в России, Белоруссии и Германии. В 2004 году потерпел первое поражение, проиграл на Украине по очкам в 6-ти раундовом поединке местному боксёру Александру Милейко.
В 2006 году завоевал титул чемпиона России в тяжёлом весе, победив соотечественника Сурена Калачана.
В 2009 году переехал в США.
12 июня 2009 года завоевал молодёжный титул интерконтинентального чемпиона по версии WBC, нокаутировав во 2-м раунде американца, Гэлена Брауна.
В январе 2010 года, Федосов нокаутировал во втором раунде возрастного американского боксёра, Лайнела Батлера.
В июне 2010 года, близким судейским решением проиграл известному американскому боксёру, Лэнсу Уитакеру.
20 апреля 2013 года Андрей Федосов нокаутировал в 5-м раунде американского джорнимена, Дарнелла Уилсона.
В следующем поединке, Андрей Федосов был выбран в качестве соперника для набирающего обороты, американского проспекта, Брайанта Дженнингса. Дженнингс был активнее и наносил больше ударов. Федосов выдерживал напор американца, но из-за гематомы над глазом у Федосова, поединок пришлось остановить. Федосов впервые проиграл досрочно, хотя закончил бой на ногах и ни разу не был потрясённым за бой.
18 апреля 2014 года Федосов вернулся в большой бокс, нокаутировав во 2-м раунде именитого американского джорнимена, Мориса Харриса.
В 2015 году Федосов принял участие в престижном турнире Boxcino, транслируемым спортивным каналом ESPN (США), и 22 мая 2015 года победив американского топ-проспекта Донована Денниса (12-1) — стал чемпионом Boxcino 2015, а заодно завоевал пояс интерконтинентального чемпиона по версии WBO.
11 июня 2016 года Федосов победил мексиканца Марио Эредиу и завоевал вакантный титул чемпиона по версии WBA Fedelatin.
Потом у Федосова был двухлетний перерыв по причине разногласий со спортивным менеджером. А 30 июня 2018 года он возобновил карьеру победив в 1-м раунде мексиканского джорнимена Франциско Мирелеса (19-13, 5 КО).
В июле 2018 года стало известно, что Федосов стал сотрудничать с тренером Джеймсом «Бадди» Макгиртом и подписал контракт с компанией Journeyman Management, которая в сотрудничестве с промоутерскими компаниями Banner Promotions и Hitz Boxing, обещает вывести боксёра на топовые бои в супертяжёлом дивизионе.
13 октября 2018 года Федосов вышел на бой с некогда топовым американским проспектом польского происхождения Джоуи Давейко (19-5-4), бой прошёл в Екатеринбурге — где впервые за последние 10 лет Федосов дрался в России. Бой прошёл все отведённые десять раундов и Федосов выиграл единогласным судейским решением в не самом зрелищном поединке.

## Статистика боёв
В таблице перечислены результаты всех поединков боксёров.
В каждой строке указан результат поединка. Дополнительно номер поединка обозначен цветом, который обозначает итог поединка. Расшифровка обозначений и цветов представлена в нижеследующей таблице.
| Пример | Расшифровка                     |
| ------ | ------------------------------- |
|        | Победа                          |
|        | Ничья                           |
|        | Поражение                       |
|        | Планируемый поединок            |
|        | Поединок признан несостоявшимся |
| КО     | Нокаут                          |
| ТКО    | Технический нокаут              |
| PTS    | Решение судей (по очкам)        |
| UD     | Единогласное решение судей      |
| MD     | Решение большинства судей       |
| SD     | Раздельное решение судей        |
| RTD    | Отказ от продолжения боя        |
| DQ     | Дисквалификация                 |
| NC     | Поединок признан несостоявшимся |

| 35 поединков, 32 победы (26 нокаутом), 3 поражения. | 35 поединков, 32 победы (26 нокаутом), 3 поражения. | 35 поединков, 32 победы (26 нокаутом), 3 поражения. | 35 поединков, 32 победы (26 нокаутом), 3 поражения. | 35 поединков, 32 победы (26 нокаутом), 3 поражения.       | 35 поединков, 32 победы (26 нокаутом), 3 поражения. | 35 поединков, 32 победы (26 нокаутом), 3 поражения.                                                                |
| Бой                                                 | Рекорд                                              | Дата боя                                            | Соперник                                            | Место проведения боя                                      | Раундов, время                                      | Дополнительно |
| --------------------------------------------------- | --------------------------------------------------- | --------------------------------------------------- | --------------------------------------------------- | --------------------------------------------------------- | --------------------------------------------------- | --- |
| 35                                                  | 32-3                                                | 17 апреля 2021                                      | Магомедрасул Меджидов (3-0)                         | Seminole Hard Rock Hotel & Casino, Холливуд, Флорида, США | KO 1 (12), 1:24                                     | |
| Перерыв в 2,5 года.                                 |                                                     |                                                     |                                                     |                                                           |                                                     | |
| 34                                                  | 31-3                                                | 13 октября 2018                                     | Джоуи Давейко (19-5-4)                              | Екатеринбург-Экспо, Екатеринбург, Россия                  | UD 10 (10)                                          | Счёт: 98-92, 100-90 (дважды).                                                                                      |
| 33                                                  | 30-3                                                | 30 июня 2018                                        | Франциско Мирелес (19-13)                           | Celebrity Theater, Феникс, Аризона, США                   | TKO 1 (8), 1:59                                     | |
| Перерыв в 2 года.                                   |                                                     |                                                     |                                                     |                                                           |                                                     | |
| 32                                                  | 29-3                                                | 11 июня 2016                                        | Марио Эредиа (13-1)                                 | Верона, Нью-Йорк, США                                     | TKO 6 (10), 1:33                                    | Завоевал вакантный титул чемпиона по версии WBA Fedelatin.                                                         |
| 31                                                  | 28-3                                                | 22 мая 2015                                         | Донован Деннис (12-1)                               | Корона, Калифорния, США                                   | TKO 8 (10), 0:54                                    | Завоевал титул чемпиона по версии WBO Inter-Continental став победителем турнира ESPN’s Boxcino 2015.              |
| 30                                                  | 27-3                                                | 10 апреля 2015                                      | Ленрой Томас (19-3)                                 | Бетлехем, Пенсильвания, США                               | KO 3 (8), 1:01                                      | Полуфинал турнира ESPN’s Boxcino 2015.                                                                             |
| 29                                                  | 26-3                                                | 20 февраля 2015                                     | Нэт Хэйвен (9-1)                                    | Верона, Нью-Йорк, США                                     | TKO 1 (6), 2:53                                     | Четвертьфинал турнира ESPN’s Boxcino 2015.                                                                         |
| 28                                                  | 25-3                                                | 18 апреля 2014                                      | Морис Харрис (26-18-2)                              | Хаммонд, Индиана, США                                     | KO 2 (8), 2:24                                      | |
| 27                                                  | 24-3                                                | 14 июня 2013                                        | Брайант Дженнингс (16-0)                            | Бетлехем, Пенсильвания, США                               | RTD 6 (10), 3:00                                    | Бой остановлен из-за рассечения у Федосова и он проигрывал бой по судейским запискам. Счёт: 56-58, 54-59 (дважды). |
| 26                                                  | 24-2                                                | 20 апреля 2013                                      | Дарнелл Уилсон (24-16-3)                            | Хаммонд, Индиана, США                                     | KO 5 (8), 0:53                                      | |
| 25                                                  | 23-2                                                | 21 ноября 2012                                      | Родни Глен Мур (17-6-2)                             | Хаммонд, Индиана, США                                     | UD 8 (8)                                            | Счёт: 79-72, 80-71 (дважды).                                                                                       |
| 24                                                  | 22-2                                                | 4 марта 2011                                        | Байрон Полли (24-10-1)                              | Вудленд-Хиллз, Калифорния, США                            | KO 1 (6), 2:02                                      | |
| 23                                                  | 21-2                                                | 12 июня 2010                                        | Лэнс Уитакер (34-6-1)                               | Голливуд, Калифорния, США                                 | SD 12 (12)                                          | Счёт: 115-112, 112-115, 113-114.                                                                                   |
| 22                                                  | 21-1                                                | 8 января 2010                                       | Лайнел Батлер (32-15-1)                             | Глендейл, Калифорния, США                                 | KO 2 (8), 2:37                                      | |
| 21                                                  | 20-1                                                | 12 июня 2009                                        | Гэлен Браун (32-11-1)                               | Глендейл, Калифорния, США                                 | TKO 2 (10), 1:36                                    | Завоевал вакантный титул чемпиона по версии WBC Youth Intercontinental в супертяжелом весе.                        |
| Бой                                                 | Рекорд                                              | Дата боя                                            | Соперник                                            | Место проведения боя                                      | Раундов, время                                      | Дополнительно |